# ビリー・ドラゴ
ビリー・ドラゴ（Billy Drago、1945年11月30日 ‐ 2019年6月24日）は、アメリカ合衆国カンザス州出身の俳優。本名はウィリアム・ユージン・バロウズ・ジュニア(William Eugene Burrows Jr.)。息子のダーレン・E・バロウズも俳優。

## 略歴
1979年、テレビドラマ『ノー・アザー・ラブ』のブライアン役で本格的に活動を始め、翌年には『ウィンド・ウォーカー』で映画デビューした。
そして、1987年『アンタッチャブル』では、アル・カポネの側近である白服のフランク・ニッティ役で登場、元々ニッティ役はアンディ・ガルシアがキャスティングされたが、ガルシアが急きょジョージ・ストーン役に抜擢された事により、ドラゴにニッティ役が回ってきた、結果、主人公エリオット・ネスを何度も苦しめ、友人のウォレスやマローンを死に至らしめる憎々しい役柄がハマり役となり、一気に知名度が上昇した。
その後は、主に1980年代を代表するヒール俳優として活躍し、多くのアクション映画で犯罪者や悪役を演じることもあれば、B級のギャング映画などではしばしば凶悪な殺し屋や屈強な刑事、精悍（）な知能犯などを演じた。なかでも1989年『男は死んで血を流せ』や1990年『チャイナホワイト』では、主演で登場している。
1990年代に入ると、数多くの作品に出演し、名バイプレイヤーとして日本でも顔が知られる存在となっている。また、大林宣彦監督作品『漂流教室』のハリウッドリメイク版や、川島なお美主演の『トウキョウ/DOLL』、三池崇史監督の『インプリント〜ぼっけえ、きょうてえ〜』など、日本合作の作品でも起用されることが多い。
1995年『ドラッグ・マフィア』に主演（96年公開）。愛する幼い息子を救うため、命を賭けて犯罪組織に戦いを挑む孤独な刑事役を務め、一転して愛情あふれる優しい人物を演じて新境地を開いた。

## 主な出演作品

### 映画
| 公開年 | 邦題 原題                                                       | 役名                           | 備考       |
| ------ | --------------------------------------------------------------- | ------------------------------ | ---------- |
| 1979   | ノー・アザー・ラブ No Other Love                                | ブライアン                     | テレビ映画 |
| 1981   | ウィンド・ウォーカー Windwalker                                 | クロウ・スカウト               |            |
| 1981   | 男の傷 Cutter's Way                                             | ガベージ・マン                 |            |
| 1985   | ペイルライダー Pale Rider                                       | メイザー                       |            |
| 1985   | 地獄のコマンド Invasion USA                                     | ミッキー                       |            |
| 1986   | ヴァンプ Vamp                                                   | スノー                         |            |
| 1986   | ハンターズ・ブラッド Hunter's Blood                             | スネーク                       |            |
| 1987   | ホロウ・ポイント/法廷からの殺人 In Self Defense                 | エドワード・リーヴス           | テレビ映画 |
| 1987   | アンタッチャブル The Untouchables                               | フランク・ニッティ             |            |
| 1988   | ザ・ファントム/地獄のヒーロー4 Hero and the Terror              | ハイウォーター博士             |            |
| 1988   | 復讐のハイウェイ Freeway                                        | エドワード・アンソニー・ヘラー |            |
| 1989   | 悪夢のシナリオ Prime Suspect                                    | シリル                         |            |
| 1989   | 男は死んで血を流せ True Blood                                   | ビリー・スパイダー・マスターズ |            |
| 1990   | チャイナホワイト China White                                    | スカリア                       |            |
| 1990   | デルタフォース2 Delta Force 2: The Colombian Connection         | ラモン                         |            |
| 1991   | 殺しの外交特権 Diplomatic Immunity                              | カウボーイ                     |            |
| 1992   | アンダーカバー Martial Law II: Undercover                       | クランツ                       | ビデオ作品 |
| 1992   | シークレットゲーム/甘く危険な秘密 Secret Games                  | マーク・ロングフォード         | ビデオ作品 |
| 1992   | ファイナルフォース Death Ring                                   | ダントン                       | ビデオ作品 |
| 1992   | ガンクレイジー Guncrazy                                         | ハンク                         |            |
| 1993   | ブルー・リベンジ Lady Dragon 2                                  | ディエゴ                       |            |
| 1993   | マシンガン・ウォーズ/暗黒街の野獣 The Outfit                    | ラッキー・ルチアーノ           |            |
| 1993   | ネイビー・フォース/テロリスト壊滅作戦 Deadly Heroes             | ホセ・マリア・カルロス         |            |
| 1993   | サイボーグ2 Cyborg 2                                            | ダニー・ベンチ                 | ビデオ作品 |
| 1994   | ネバー・セイ・ダイ/地獄のデルタ・フォース Never Say Die         | ジェームズ                     |            |
| 1995   | テイクダウン The Takeover                                       | ダニエル                       | ビデオ作品 |
| 1995   | アストロ・コップ/地球クライシス2050 Lunarcop                    | ケイ                           |            |
| 1995   | スター・コンバット Phoenix                                      | キルゴア                       |            |
| 1995   | 漂流教室'95 Drifting School                                     | トーマス・キング               |            |
| 1996   | ドラッグ・マフィア Blue Devil, Blue Devil                       | Macintower                     |            |
| 1996   | マッド・ドックス Mad Dog Time                                   | ウェルズ                       |            |
| 1996   | ブレイクコンタクト Sci-fighters                                 | エイドリアン・ダン             | ビデオ作品 |
| 1997   | トウキョウ/DOLL A Doll in the Dark                              | キース                         |            |
| 1997   | ABADDON/ア・バ・ド・ン Convict 762                              | マニックス                     |            |
| 1999   | ネイビー・シールズ2000 Strike Zone                              | アレックス                     | ビデオ作品 |
| 1999   | 人質奪還/ペルー日本大使公邸占拠127日 Lima: Breaking the Silence | General Monticito Frantacino   |            |
| 1999   | サッカー・ドッグ Soccer Dog: The Movie                          | The Dog Catcher                |            |
| 2000   | ザ・ミラー Mirror, Mirror IV: Reflection                        | フレデリック                   |            |
| 2004   | トレマーズ4 Tremors 4: The Legend Begins                        | 黒手のケリー                   | ビデオ作品 |
| 2005   | デーモンハンター Demon Hunter                                   | アスモデウス                   |            |
| 2005   | インプリント〜ぼっけえ、きょうてえ〜                            | クリストファー                 |            |
| 2006   | レジェンド・オブ・ドゥーム Seven Mummies                        | ドレイク                       |            |
| 2006   | ヒルズ・ハブ・アイズ The Hills Have Eyes                        | パパ・ジュピター               |            |
| 2006   | セクシャリティ Lime Salted Love                                 | ゼファーの養父                 |            |
| 2007   | 理想の彼女と3日間で恋に落ちる方法 Moving McAllister             | ザ・レディ                     |            |
| 2008   | ザ・スネーク Copperhead                                         | ジェシー・エヴァンス           | テレビ映画 |
| 2009   | ダーク・ムーン・ライジング Dark Moon Rising                     | チャールズ                     |            |
| 2009   | ゴーストライダーズ Ghost Town                                   | レブ・ハランド                 | テレビ映画 |
| 2010   | ウォーカー Downstream                                           | エドワード                     |            |
| 2011   | ザ・チャイルド:悪魔の起源 Children of the Corn: Genesis         | 伝道師                         |            |

### テレビシリーズ
| 放映年    | 邦題 原題                             | 役名           | 備考        |
| --------- | ------------------------------------- | -------------- | ----------- |
| 1999      | 刑事ナッシュ・ブリッジス Nash Bridges | ルー・グリソン | 1エピソード |
| 1999-2004 | チャームド〜魔女3姉妹〜 Charmed       | バルバス       | 7エピソード |
| 2000      | Xファイル X File                      | Orel Peattie   | 1エピソード |
| 2008      | スーパーナチュラル Supernatural       | ドク・ベントン | 1エピソード |

### ミュージック・ビデオ
- マイケル・ジャクソン 「You Rock My World」